# Dries Koekelkoren
Dries Koekelkoren (* 25. Mai 1988 in Herk-de-Stad) ist ein ehemaliger belgischer Beachvolleyballspieler.

## Karriere
Koekelkoren spielte 2010 mit Tom van Walle erstmals international. Beim CEV-Satellite-Turnier in Lausanne belegte das Duo den 17. Platz und bei den Den Haag Open traten die beiden Belgier zu ihrem ersten Turnier bei der FIVB World Tour an. 2013 war Koekelkoren auf der nationalen Tour mit Aljosa Urnaut aktiv. 2014 gewann er mit van Walle zwei nationale Turniere in Hechtel und Kortrijk. Mit Robin Adriaensen belegte er den neunten Rang bei einem Turnier der WEVZA (Western European Volleyball Zonal Association) in Palermo und den 17. Platz beim Satellite-Turnier in Jūrmala. Beim CEV-Masters an gleicher Stelle war er 2015 wieder mit van Walle vereint und wurde Neunter. Danach spielten Koekelkoren/van Walle weitere WEVZA-Turniere, wobei sie nach einem fünften Platz in Barcelona in Rom und Montpellier jeweils Zweite wurden. Dazwischen nahmen sie in Sankt Petersburg an ihrem ersten Grand Slam teil. Nach einem vierten und dritten Platz bei den Satellite-Turnieren in Vaduz und Skopje folgte ein weiterer Grand Slam in Olsztyn. Nach einem fünften Rang beim CEV-Masters in Mailand absolvierten Koekelkoren/van Walle 2015 noch vier Open-Turniere. Dabei steigerten sie sich vom 17. Platz in Xiamen über den neunten Rang in Puerto Vallarta zum fünften Platz in Antalya, bevor sie in Katar erneut Neunte wurde.
Das Jahr 2016 begannen Koekelkoren/van Walle auf der World Tour ebenfalls mit einem neunten Platz bei den Kisch Open. Nach zwei schwächeren Auftritten in Brasilien wurden sie auch in Doha Neunte. Bei den folgenden FIVB-Turnieren kamen sie nicht mehr in die Top Ten. Bei der Europameisterschaft 2016 in Biel/Bienne gewannen sie eines von drei Vorrundenspielen, schieden aber als Gruppenletzte aus. Anschließend belegten sie den 17. Platz beim Major-Turnier in Hamburg. Beim Satellite-Turnier in Vaduz mussten sie sich erst im Finale den Schweizern Beeler/Strasser geschlagen geben. Nach zweistelligen Ergebnissen beim Klagenfurt Major und dem Grand Slam in Long Beach gelang ihnen als Vierte des CEV-Masters in Jūrmala ein weiteres Top-Ten-Resultat.
Beim ersten Turnier der World Tour 2017 in Fort Lauderdale (fünf Sterne) schieden sie früh aus. Danach spielten sie einige Drei-Sterne-Turniere, wobei sie nach dem fünften Rang in Kisch nicht über 17. Plätze hinauskamen. Erfolgreicher waren sie beim CEV-Masters in Baden; dort feierten sie mit einem Finalsieg gegen die Österreicher Doppler/Horst ihren ersten internationalen Turniersieg. In der FIVB-Serie erreichten sie nach einem frühen Aus in Poreč beim Turnier in Gstaad (beide fünf Sterne) den neunten Platz.